# Elisabeth Schultz
Elisabeth Johanna Friederike Schultz (* 12. Mai 1817 in Frankfurt am Main; † 26. September 1898 in ebenda) war eine deutsche Pflanzenmalerin und Lehrerin. Ihr Lebenswerk Atlas der wildwachsenden Pflanzen aus der Umgebung von Frankfurt am Main ist bis heute eine wichtige Quelle für Botaniker.

## Leben und Ausbildung
Elisabeth Schultz wurde als dritte von vier Töchtern in Frankfurt am Main geboren. Ihre Mutter, Elisabeth Catharina geb. Schubert und deren Freundin Amalie Mosche boten ihr durch ihre botanischen Kenntnisse Auskunft über Vögel, Fauna und Flora. Von Fräulein Mosche hörte Elisabeth Schultz von der Frankfurter Künstlerin und Naturforscherin Maria Sibylla Merian. Schultz begann mit dem Zeichnen der Botanik, vor allem Bäume, Feld- und Waldblumen.
Bis zu ihrem zwölften Lebensjahr besuchte sie die Frankfurter Katharinenschule und wechselte 1829 an die 1824 gegründete Lehr- und Pensionsanstalt Dr. Brecht (auch „Brechtsches Institut“ genannt), eine Privatschule für Mädchen. Dort erhielt sie unter anderem Unterricht im Porträtzeichnen bei dem Zeichenlehrer Nikolaus Hoff. Statt nach dem damals üblichen Lehrplan nach Vorlagen stilisierte Blumenarrangements abzuzeichnen, bestand Schultz darauf, Pflanzen naturgetreu darzustellen. Dabei unterstützte sie die Frankfurter Malerin und Kupferstecherin Ursula Magdalena Reinheimer, die als Zeichenlehrerin am Institut arbeitete. Reinheimer unterrichtete Schultz außerdem im landschaftlichen und figürlichen Zeichnen nach der Natur.
Schultz begann zudem auch in ihrer Freizeit botanische Studien zu betreiben und lernte über das Institut die Botanik nach dem so genannten Linnéschen System. Als Vierzehnjährige begann sie 1831, den jüngeren Schülerinnen Zeichenunterricht zu geben und erwirtschaftete sich so einen Teil ihres Schulgeldes, was bedingt durch die finanzielle Notlage ihrer Familie nötig war.
1835 reiste Elisabeth Schultz nach Iferten in der französischsprachigen Schweiz und besuchte dort zwei Jahre lang die Niederlassung des „berühmten Institut von Madame Niederer in Genf“. Dort wurde Wert auf Naturwissenschaften und Blumenmalerei nach der Natur gelegt. Um ihre botanischen Studien fortzuführen, konzentrierte sie sich in dieser Zeit bei Ausflügen auf das Malen der Alpenflora. Ab ihrem 18. Lebensjahr begann sie auf diese Weise mit der Arbeit an ihrem Lebenswerk, der Frankfurter Flora. Im Frühjahr 1837 kehrte sie nach Frankfurt zurück und führte ihre künstlerische Ausbildung durch Privatunterricht bei ihrem ehemaligen Lehrer Hoff sowie dem Frankfurter Landschaftsmaler Theodor Georg Hut fort. Nachdem sie sich bei ihm der Ölmalerei gewidmet hatte, wechselte sie zur Gouachemalerei, die aufgrund der Farbwirkung für die naturgetreue Darstellung von Pflanzen besser geeignet ist.
Das Städelsche Kunstinstitut ließ erst 1869 Frauen zum Kunststudium zu, und auch ein auswärtiges Studium war durch die finanzielle Lage für Schultz nicht möglich. Diese Schwierigkeiten sowie der Tod beider Eltern führten dazu, dass sie 1843 mit ihren Schwestern zusammen in die Neue Rothofstraße 15 in Frankfurt a. M. zog.
Nachdem Reinheimer das Institut verlassen hatte, welches zu der Zeit in das Haus Weißer Hirsch am Großen Hirschgraben umgezogen war, übernahm Schultz die Stelle als Mal- und Zeichenlehrerin. Als eine der bedeutenden Lehrkräfte des Instituts gab sie 1844 ihre Stelle auf. Den Zeichenunterricht führte sie an weiteren Instituten fort sowie ab 1837 in Form von privatem Malunterricht für Töchter aus gutem Hause. Diesen Unterricht machte sie ab Ende der 1840er-Jahre zu ihrer Haupttätigkeit. Bis zu ihren 70ern unterrichtete sie über drei Generationen die Töchter aus Frankfurter Familien im Malen und Zeichnen.
Im Sommer 1879 veranstaltete Schultz eine Ausstellung ihrer bisherigen Studien der Frankfurter Flora, an der sie zu dem Zeitpunkt 40 Jahre gearbeitet hatte. Um 1880 war es Schultz trotz der schlechten Ausstellungsmöglichkeiten für Frauen in dieser Zeit möglich, ihr Gemälde Die schwimmende Rose als Reproduktion in Frankfurt zu verbreiten und auch ihr Gemälde Die geschmückte Garbe erhielt positive Resonanz.
In ihrem 1886 verfassten Testament hielt sie fest, ihre Frankfurter Flora gebe sie mit der Bedingung, „dass die Bilder ab und zu gezeigt werden mögen“, in den Besitz der Naturforschenden Senckbergischen Gesellschaft. Diese verlieh ihr 1898 die außerordentliche Ehrenmitgliedschaft. Sie wurde so zur ersten Frau, der diese höchste und seltene Auszeichnung verliehen wurde. Sie starb am 26. September 1898 in Frankfurt am Main.

## „Frankfurter Flora“
1834 begann Schultz mit der Arbeit an dem Atlas der wild wachsenden Pflanzen aus der Umgebung von Frankfurt am Main, auch als Frankfurter Flora bekannt. Es handelt sich hierbei um ein Verzeichnis der gesamten Frankfurter Flora aus 1262 kleinformatigen Gouachen. Das Werk schließt alle Farne sowie Blüten- und Samenpflanzen mit ein, die zu dieser Zeit im Raum Frankfurt heimisch waren. „Viele Pflanzenarten – wie etwa das Katzenpfötchen, die Kornrade bis zum Venuskamm sind vom Verschwinden bedroht. Manche von ihnen kommen heute in Frankfurt nicht mehr vor. Die maßstabsgetreuen Zeichnungen stellen nicht nur deshalb einen wertvollen Beitrag für die Kartierung der Pflanzenvielfalt von Frankfurt dar. Das Werk von Elisabeth Schultz zeigt die damalige Diversität der vielen Pflanzenarten, die von den heutigen Lebensbedingungen bedroht oder bereits verdrängt wurden.“
Nach über 60 Jahren beendete sie mit 77 im Jahr 1894 die Arbeit an ihrem Werk. Sie vermachte es nach ihrem Tode der Senckenbergische Naturforschende Gesellschaft, wo die Arbeiten zum Schutz unter Glas einzeln gerahmt nach dem Linnéschen System geordnet in vier Schränken aufbewahrt werden. Ihre Arbeiten zeichnen sich nicht nur durch ihren künstlerisch-ästhetischen Wert und die präzise Illustrationsarbeit aus, sondern vor allem durch die Naturtreue und Wiedererkennbarkeit, sowie durch das beigefügte handschriftliche Verzeichnis der botanischen Angaben. Bis heute wird Schultz’ Frankfurter Flora ausgestellt, zuletzt im Historischen Museum Frankfurt in der Ausstellung „Die Stadt und das Grün – Frankfurter Gartenlust“ (25. März bis 10. Oktober 2021).